# Basselinia vestita
Basselinia vestita är en enhjärtbladig växtart som beskrevs av Harold Emery Moore. Basselinia vestita ingår i släktet Basselinia och familjen Arecaceae. IUCN kategoriserar arten globalt som sårbar. Inga underarter finns listade i Catalogue of Life.